# Jevgeni Lovtsjev (1975)
Jevgeni Lovtsjev (Russisch: Евгений Евгеньевич Ловчев) (Moskou, 6 augustus 1975) is een Kazachs voormalig voetballer, van Russische origine. Hij is de zoon van Jevgeni Lovtsjev, die een stervoetballer was ten tijde van de Sovjet-Unie.

## Biografie
Lovtsjev begon zijn carrière in de Russische competitie, maar brak pas uit in de Kazachse competitie waar hij bij de eersteklassers speelde en zo ook geselecteerd werd voor het nationale elftal waarvoor hij 9 wedstrijden speelde. Hij scoorde één keer vanop de stip tegen Faeröer, een wedstrijd die ze met 2-1 verloren.